# Мали Вопец
Мали Вопец (рус. Малый Вопец) река је у европском делу Русије која протиче преко територије Кардимовског рејона Смоленске области. Десна је притока реке Дњепар и део басена Црног мора.
Извире северно од села Ковалевка, на крајњем северозападу Кардимовског рејона, у југоисточном делу Духовшчинског побрђа (микроцелина Смоленског побрђа). Тече ка југу меридијанским правцем и након 52 km тока улива се у реку Дњепар као његова десна притока, југозападно од села Козичено.